# Черница (Григориопольский район)
Черница — село в Григориопольском районе Приднестровской Молдавской Республики. Вместе с селом Малаешты входит в состав Малаештского сельсовета.

## Население
По данным 1997 года, в селе Черница проживало 142 человека.

## История
В 1795 году в селе насчитывалось 345 жителей.
В 19 веке была построена церковь, открылась приходская школа.
В результате русско-турецкой войны 1787-1791 гг. и подписания Ясского мирного договора, в силу которого к России отходила Очаковская область, (Очаковская область или Дикое поле – это территории между Бугом и Днестром) возникла необходимость охраны границ Российской империи по черноморскому побережью и Днестру. Сначала эту функцию выполняли казаки Черноморского войска, а после их перевода на Кубань эту роль стала выполнять Екатеринославская конница, которая была сформирована из старообрядцев слобод Очаковской области. В 1796 году указом императора Павла I она была распущена, однако казаки остались проживать в приднестровских сёлах. Одним из таких сёл была станица Чёрная (ныне село Черница Григориопольского района).
Постановлением Президиума Верховного Совета Молдавской ССР «О внесении уточнений в наименования некоторых населенных пунктов Молдавской ССР» от 08.08.1974 №1085- VIII  хутор Черницы был переименован в село Черница.
В советский период здесь был организован колхоз «Наука Ленина». Все же село Черница не знало большого развития. В настоящее время это скромное село, а численность населения постоянно уменьшается.
г. Григориополь был основан в 1792 году армянскими переселенцами из Измаила, Килии, Аккермана, позже — Каушан и Бендер. Существуют документы, свидетельствующие о двух версиях, в честь кого был назван город. По одному предписанию князь Потёмкин повелел назвать новый город армян Григориополем "в честь ангела своего", а по другому предписанию "повелел составить из селения их город во имя святого Григория Просветителя всея Армении".
Дословно указ гласил: "Покойный князь Григорий Александрович Потёмкин-Таврический назначил быть городу армянском  под именем Григориополь у самого Днестра, между долин Черной и Черницы, включая обе оные в городской выгон. Мы, утверждая сие назначение, повелеваем: отвесть помянутую округу, между долин Черной и Черницы, лежащую совмещением обоих оных под город армянский, который и именовать "Григориополь".
И. Яровой